# Ханула
Ханула (бур. Хаан Уула, бур. хаан — «владыка» , бур. уула — «гора») — одна из главных вершин Хамар-Дабана.
Расположена на территории Бурятии (Закаменский район) в непосредственной близости от её границы с Иркутской областью. С южных склонов горы берут начало левые притоки реки Снежной, с северных — правые притоки реки Хара-Мурин. 

## Топографическая карта
- Лист карты M-48-VIII. Масштаб: 1 : 200 000. Указать дату выпуска/состояния местности.